# Elica latipennis
Elica latipennis är en insektsart som beskrevs av Walker 1857. Elica latipennis ingår i släktet Elica och familjen Nogodinidae. Inga underarter finns listade i Catalogue of Life.